# Relaciones Chile-Kirguistán
Las relaciones Chile-Kirguistán son las relaciones internacionales entre la República de Chile y la República Kirguisa.

## Historia

### SigloXX
Las relaciones diplomáticas entre Chile y Kirguistán fueron establecidas el 9 de agosto de 1999.

## Relaciones comerciales
En 2021, el intercambio comercial entre ambos países ascendió a los 230 mil dólares estadounidenses, lo que supuso un 22% de crecimiento promedio anual en los últimos cinco años. Los principales productos exportados por Chile fueron salmones, kiwis y cartulinas, mientras que Kirguistán exportó partes de vehículos automóviles.

## Misiones diplomáticas
- La embajada de Chile en Rusia concurre con representación diplomática a Kirguistán.[3]
- Kirguistán no cuenta con representaciones diplomáticas ni consulares en Santiago de Chile.[4]